# Великая Безугловка

Великая Безугловка (укр. Велика Безуглівка) — село,
Новогалещинский поселковый совет,
Козельщинский район,
Полтавская область,
Украина.
Код КОАТУУ — 5322055501. Население по переписи 2001 года составляло 306 человек.

## Географическое положение
Село Великая Безугловка находится на расстоянии в 1 км от левого берега реки Рудька,
примыкает к пгт Новая Галещина.
Рядом проходит автомобильная дорога М-22 (E 577).

## История
Село указано на трехверстовке Полтавской области. Военно-топографическая карта.1869 года как хутор Безуглый.